# 北光城郡
北光城郡，中国南北朝时设置的郡。
南朝梁置北光城郡，为光州州治。治所在北新息县（今河南省息县东南）。光州下辖北光城郡、光城郡、弋阳郡、宋安郡、梁安郡、長陵郡。东魏废除北光城郡，北齐废除北新息县。地入息州汝南郡新息县。